# Bolo Yeung
Pour les articles homonymes, voir Yeung.
Bolo Yeung (ou Yang Sze), né le 3 juillet 1946 à Canton, est un acteur hongkongais de cinéma et aussi un grand pratiquant d'arts martiaux.
Acteur ayant à son actif plus de soixante films, il joue très souvent le « rôle du méchant » dans des films de combat, ou d'action. Il est surnommé The Beast From the East — en français, « la bête venue de l'est. »

## Biographie
Bolo Yeung, né le 3 juillet 1946 à Guangzhou (Canton), étudie les arts martiaux dès son plus jeune âge auprès de maîtres de Canton ; il complète son étude du kung fu par de la musculation. Il fuit la répression communiste en s'installant à Hong Kong.
Il obtient ensuite le titre de Mr Hong Kong en musculation et gagne une certaine notoriété, qui explose lorsqu'il obtient un rôle dans Opération dragon (1973), avec son ami Bruce Lee en vedette.
Il est l'une des figures importantes du cinéma chinois d'art martiaux des années 1970, même si la majorité de ses films sont de type « chop socky » (film d'arts martiaux fauché).
En 1988, Bloodsport, le premier grand succès de Jean-Claude Van Damme, lui fait acquérir une nouvelle notoriété plus large en Occident, grâce à un rôle que la forme physique impressionnante de Bolo rend très marquant.
Mesurant 1,68 m, Bolo Yeung, malgré son âge, effectue encore quotidiennement des entraînements de musculation et de tai-chi-chuan.

### Vie privée
Marié, il a 3 enfants, le 3 juillet 1974 son fils ainé David Yeung née à Hong Kong, ensuite une fille Debbra Yeung et le dernier fils cadet Danny Yeung.

### Postérité
En 2024 une chanson intitulée "Bolo Yeung" figure sur l'album Tsar Noir du rappeur Osirus Jack, en collaboration avec Alpha Wann.

## Filmographie

### Comme acteur
- 1970 : Les 13 fils du dragon d'or : General Meng Chieh Hui
- 1971 : Oath of Death
- 1971 : The Lady Professional
- 1971 : Duo mortel (film, 1971)
- 1972 : La Main de fer
- 1972 : Il faut battre le Chinois pendant qu'il est chaud (The Angry Guest)
- 1972 : Les 14 Amazones
- 1973 : Ninja Killer : M.. Yang
- 1973 : Greatest Thai Boxing
- 1973 : Chinese Hercules : Chiang Tai
- 1973 : Opération dragon (Enter the Dragon) : Bolo[2]
- 1973 : Thunderkick
- 1974 : Super Kung Fu Kid : Tiger
- 1975 : Kung Fu Massacre
- 1975 : Dong kai ji
- 1976 : E tan qun hing ying hui (International Assassin) : Ram
- 1977 : Gekisatsu! Judo ken
- 1977 : Da mo tie zhi gong (Bruce Vs. Black Dragon, Bruce and Shao-lin Kung Fu)
- 1977 : The Clones of Bruce Lee
- 1977 : Bolo (Bolo the Brute) : Bolo
- 1977 : Soul of Chiba
- 1977 : 10 Magnificent Killers : Ling Chu
- 1978 : Si wang mo ta (Enter the Game of Death, The King of Kung Fu)
- 1978 : Image of Bruce Lee (Storming Attacks) : Kimura
- 1978 : Gymkata Killer
- 1978 : E yu tou hei sha xing (The Tattoo Connection)
- 1978 : Bruce Le's Greatest Revenge
- 1978 : He Lan Du ren tou (Amsterdam Connection)
- 1979 : Writing Kung Fu (1979) : Ah-yan Yen
- 1979 : She xing zui bu (Snake Deadly Act)
- 1979 : Kung Fu's Hero
- 1979 : The Fists, the Kicks and the Evil
- 1979 : Enter Three Dragons (Three Avengers)
- 1979 : Dragon, the Hero (Dragon on Fire)
- 1979 : Bruce the Super Hero
- 1980 : Invincible (Fighting Dragon)
- 1980 : Fearless Master (Fearless Hyena 3)
- 1982 : Xiong zhong (Bruce Le Fights Back, Bruce Le Strikes Back, Eye of the Dragon, Hung Chung, The Ninja Strikes Back)
- 1983 : Mo (The Boxer's Omen)
- 1985 : Way of the Dragon 2
- 1985 : Juk nei ho wan (Lucky Diamond, Zhu nin hai yun)
- 1985 : Da gung wong dai (Working Class)
- 1985 : Fuk sing go jiu (My Lucky Stars, Winners & Sinners 2: My Lucky Stars) : Millionaire Chan
- 1985 : Bruce Lee's Dragons Fight Back
- 1985 : Huan chang (Seven Angels)
- 1986 : Le Flic de Hong Kong 3
- 1986 : Where's Officer Tuba?
- 1986 : L'Héritier de la violence (Legacy of Rage)
- 1986 : Shanghaï Express (Foo gwai lit che)
- 1988 : Yi qi liang fu (One Husband Too Many) : Muscleman
- 1988 : Bloodsport : Chong Li [3]
- 1989 : Bloodfight : Chong Lee
- 1991 : Breathing Fire : Thunder
- 1991 : Double Impact : Moon
- 1992 : Tiger Claws : Chong
- 1992 : Shootfighter: Fight to the Death : Shingo
- 1992 : Ironheart : Ice
- 1992 : The Magnificent Duo : Bolo
- 1993 : TC 2000 : Sumai
- 1994 : Le Maître Chinois : Le garde du corps d'un restaurant
- 1994 : Fearless Tiger : Master on Mountain
- 1995 : Shootfighter II : Shingo
- 1996 : Fist of Legend 2: Iron Bodyguards
- 1997 : Tiger Claws II : Chong
- 2007 : Blizhniy Boy: The Ultimate Fighter : Erik's Trainer
- 2008 : Büyük Seytan Üçgeni : Chen

### Comme réalisateur
- Bolo (Bolo the Brute) (1977)
- Writing Kung Fu (1979)